# Франсуа Арно (актор)
Франсуа Арно (фр. François Arnaud; нар. 5 липня 1985, Монреаль, Квебек, Канада) — франко-канадський актор телебачення, театру та кіно. Арно став відомим, виконавши роль Чезаре Борджіа в серіалі Борджіа, а також роль Антоніна у схваленому критиками франко-канадському фільмі Я вбив свою маму.

## Ранні роки
Народився в Монреалі, Квебек. У 2007 році він закінчив Консерваторію драматичного мистецтва у Монреалі.

## Особисте життя
19 листопада 2020 року Арно повідомив про свою бісексуальність на сторінці в Instagram. У травні 2023 року він оголосив, що вже рік зустрічається з канадським актором Марком Бендавідом.

## Вибрана фільмографія

### Фільми
- 2022 : Марлоу — Ніко Петерсон
- 2013 : Марокканські альфонси
- 2009 : Я вбив свою маму — Антонін
- 2009 : Теплова хвиля — Яник

### ТВ
- 2011—2013 : Борджіа — Чезаре Борджіа
- 2009 : Ямашка — Тео
- 2008 : Подвійне життя Елеонор Кендалл — Стефан
- 2008—2009 : Таксі 0-22 — Марк-Андре